# Эббот, Джозеф Картер
Джозеф Картер Эббот (англ. Joseph Carter Abbott; 15 июля 1825, Конкорд, штат Нью-Гэмпшир, — 8 октября 1881, Уилмингтон, штат Северная Каролина) — полковник армии США во времена гражданской войны, который был повышен до звания генерала и сенатор США от штата Северная Каролина в 1868—1871 годах, член республиканской партии. Он был юристом, редактором газет и бизнесменом. Также он имел должности коллектора порта Уилмингтона, инспектора сообщений вдоль восточной линии южного побережья во времена правления Резерфорда Хейса и специального агента министерства финансов.

## Ранняя жизнь
Эббот родился в Конкорде, штат Нью-Гэмпшир и окончил Академию Филлипса в Андовере, штат Массачусетс в 1846 году. Он обучался праву в Конкорде и был принят в коллегию адвокатов в 1852 году. С 1852 по 1857 Эббот был владельцем и редактором газеты «Daily American» в Манчестере, штат Нью-Гэмпшир. Успех в этом деле привел его к посту редактора «Boston Atlas and Bee», на котором он находился с 1859 по 1861 год.
Эббот служил генерал-адъютантом Нью-Гэмпшира с 1855 по 1861, реорганизовав милицию штата в этот период. Он также был членом комиссии по определению границ между Нью-Гэмпширом и Канадой. Был членом партии «незнаек» и часто писал в газеты, затрагивая исторические вопросы.

## Гражданская война
В декабре 1861 года, Эббот стал подполковником 7-го Нью-Гемпширского пехотного полка и участвовал в сражении при Порт-Ройале, битве на утесе св. Джона, битве за форт Пуласки и втором сражении за форт Вагнер. В ноябре 1863 он стал полковником полка и руководил им во время сражения при Оласти и Бермудской кампании в Виргинии.
Во время осады Петерсберга он командовал второй бригадой первой дивизии Х корпуса у Чаффинс-Фарм и в Дербитауне. После реорганизации армии под его командованием оказалась вторая бригада 2-й дивизии XXIV корпуса, которая участвовала во втором сражении за форт Фишер и захвате Уилмингтона. 25 января 1865 президент США Авраам Линкольн присвоил ему временное звание бригадного генерала добровольческой армии (задним числом от 15 января 1865) за заслуги при сражении за форт Фишер. На последних этапах войны Эббот находился в Уилмингтоне.

## Послевоенное время
После окончания войны Эббот остался в Северной Каролине. Он активно участвовал в политике штата, служа делегатом конституционной конвенции в 1868 году. В этот период он использовал свою политическую силу, в первую очередь, для помощи черному населению. Эббот верил в них и политически консультировал, что вызвало недовольство белого населения. Он был избран в Сенат США в том же году, представляя Северную Каролину. Эббот был сенатором с 14 июля 1868 до 4 марта 1871 года.
Он также был членом республиканского национального комитета с 1870 по 1972 год. Он улучшил бухту Уилмингтона и участвовал в создании части южной трансконтинтальная системы. Его главным достижением считается введение пошлины на арахис. Эббот не был выдвинут на второй срок в сенате.
После окончания полномочий в сенате он занимался промышленным бизнесом и работал редактором в «Wilmington Post». Он также получил должности коллектора порта Уилмингтона, инспектора сообщений вдоль восточной линии южного побережья во времена правления Резерфорда Хейса и Улисса Гранта, а также пост специального агента министерства финансов. Эббот учредил город Эбботсбург в Северной Каролине.
Изначально, его похоронили на национальном кладбище Уилмингтона, но позднее его останки перезахоронили в Манчестере, штат Нью-Гэмпшир. Несмотря на три женитьбы, Эббот умер бездетным.